# Râul Pogăniș, Timiș
Râul Pogăniș sau Râul Pogănici este un râu din Banat, România, afluent, pe stânga, al râului Timiș. 

## Descriere
Râul izvorăște în partea de nord a Munților Semenic, având o lungime de 97 km și o suprafață a bazinului de 667 km². Râul trece prin două județe, Caraș-Severin, Timiș.
Locul de vărsare în Timiș este pe teritoriul comunei Sacoșu Turcesc, județul Timiș, la limita nord-vestică a satului Uliuc.

## Laleaua pestriță
O parte din Lunca  Pogănișului, mai ales zona localităților Tormac, Blajova și Berini, în suprafață de 75,5 hectare, a fost declarată rezervație naturală. Obiectivul acestei rezervații îl constituie protejarea lalelei pestrițe (denumire binomială, fritillaria meleagris), specie mediteraneană din familia liliaceelor. 

## Alte articole
- Lunca Pogănișului
- Lista rezervațiilor naturale din județul Timiș

### Hărți
- Harta Județului Caraș-Severin
- Harta județului Timiș